# Кейта, Бубакар
Бубакар (Баба) Тидиане Кейта (р. 1941) — малийский художник, представитель народа бамбара.
Окончил Национальный институт искусств в столице страны Бамако. В 1979 году стал одним из основателей творческой группы художников под названием «Боголан», создававших на специальных тканях картины-ковры одноимённого национального стиля.
Сюжетами его живописных произведений часто являются социальные проблемы малийского общества. Целью своей деятельности Бубакар Кейта считает совершенствование народных способов изготовления боголан. Известен также тем, что категорически отказывается подписывать свои картины на французском, указывая их названия только на родном языке бамбара.